# カクマクシャカ
カクマクシャカ（kakumakushaka、1981年 - ）は沖縄県うるま市出身のラッパーである。

## 概要
元々は歌詞の意味がほとんど無いハードコアバンド「武士道魂」のボーカルであったが、1999年に「角膜釈迦」を結成。2004年に沖縄国際大学に米軍ヘリが墜落した事件をきっかけにラップを書き始める。現状を痛烈に批判した「民のドミノ」（DUTY FREE SHOPP.との共作）をCD-Rにて500枚無料配布、インターネットで公開。2005年、DUTY FREE SHOPP.とコラボレーションしたシングルとアルバムを発表。2008年には初のソロ作品『シャカの掌の惑星』を沖縄県内限定でリリース。また、同年にはアートイベント「WANAKIO2008」に参加し「Creation for Your Right」という作品を発表した。2010年、Scaperec,Tokyoから宝生久弥との共作である「きみいろ」という作品を全国リリース。

## ディスコグラフィー

### ミニソロアルバム
- シャカの掌の惑星(2007年6月27日)沖縄限定（iTunes Store にて購入可能）
  1. この世界
  2. アレの話（はやめとこう）
  3. Ryukyu Japan.Okinawa(Skit)
  4. シャカの掌の惑星 feat.ST-LOW,知花竜海（DUTY FREE SHOPP.）,YASU&TAKANO（BOURBONZ）
  5. ANETTAI feat.福田八直幸
  6. 街の詩
  7. じゃあ、またね。
  8. Secret Track
- 詩逢韻(2023年10月10日)カクマクシャカ&ST-LOW
  1. 詩逢韻
  2. Algernon
  3. Scene1 feat.RICK-C&ATOHS
  4. Daydream Town
  5. BIAS feat.知花竜海

### シングル
- South天加那志（サウスてぃんじゃなし）（2005年8月1日）　　DUTY FREE SHOPP.×カクマクシャカ名義
  1. South天加那志　feat.AWICH.平良美咲
  2. 光るすーじ道（KBC国際電子ビジネス専門学校CMソング）
  3. 民のドミノ
  4. 民のドミノ［aconium mix］　Remixed by NARU

- きみいろ　（2010年10月13日）　　宝生久弥+カクマクシャカ名義
  1. きみいろ
  2. きみいろ ＜ICHIRO_(OILWORKS Rec) Remix＞
  3. きみいろ ＜いちろう(exゆらゆら帝国) Remix＞
  4. きみいろ ＜Instrumental Version Part.1＞
  5. きみいろ ＜Instrumental Version Part.2＞
  6. あまのがわ ＜100万人のキャンドルナイトwebコンテンツcandlescape B.G.M.＞
- 愛の神話　（2021年8月21日）

### アルバム
- 音アシャギ（2006年4月28日）
  1. 音アシャギ feat.yagi［abiroji］、K2Y［耳切坊主］、NA-GA the Dragon［G.A.C.］
  2. South天加那志 feat.AWICH、平良美咲
  3. カクマクベストテン feat.高山ベストテン、Funny noise、布施カズヒコ、バーボンズ、CARUMA、KEN a.k.a.QUIKK、TSK&KSK
  4. 記憶の叫び feat.染谷西郷［FUNKIST］
  5. バッカスのうたた寝［INST.］
  6. 虚空ニ舞フ feat.KEN子［すべりだい］
  7. むるマジムン feat.STRAIN3000［KING CLASSIC SOUND］
  8. ぶながやの見た夢［SKIT.］
  9. 真昼の塔 feat.M.U.(TAMA FREEZE,unqle KAYA,DJ Hinga HIGA)、橋本拓也(CLOUD#9)
  10. ダンスホール43［SKIT.］
  11. 太陽ぬ島 feat.TSK&KSK、KZ［G.A.C.］、比嘉光龍
  12. 世界から切り離された世界の話 feat.劇団コヨーテピストル
  13. 民のドミノ
  14. ユヌムン feat.中条千晴、TZA［ASIATIC EYES］、仲村奈月
  15. CALL［INST.］
  16. わめき節

- IMAGE NOTHING（2011年11月16日）
  1. Image Nothing (feat. K2Y from 耳切坊主)
  2. 或る神の死 (feat. MC SODA from TRIBE ROCK, HISOMI-TNP)
  3. 私は総ての声になろう
  4. 623
  5. GUN!
  6. Rap Rap Rap

### その他
- 「無知の知/僕と核」Shing02との合作
- 空也MC「東京哀歌‐トウキョウエレジイ‐」（2010年5月5日）
全ての出口に繋がる今日 feat.カクマクシャカ
- Fragment「鋭 ku 尖 ル」（2011年9月28日）
Watch Yo Back! feat.カクマクシャカ
- 知花竜海「新しい世界」（2012年11月11日）
ガジャングルサー追いかけた日々 feat.カクマクシャカ
- パラネル「タイムリミットパレード」（2014年4月16日）
VIOLENCE feat.カクマクシャカ
- NAGAHIDE「Local Press」（2014年12月7日）
Drive in the city feat.カクマクシャカ
- DOTAMA「ニューアルバム」（2015年8月12日）
イオンモール feat.カクマクシャカ